# Mount Brocoum
Mount Brocoum ist ein rund 1700 m hoher Berg im Palmerland auf der Antarktischen Halbinsel. Er ist die dominierende Erhebung des nordöstlichen Gebirgskamms der Columbia Mountains.
Der United States Geological Survey kartierte den Berg im Jahr 1974. Das Advisory Committee on Antarctic Names benannte ihn 1976 nach Stephan John Brocoum (1941–2015) und dessen Ehefrau Alice V. Brocoum, Geologen der Columbia University, die im Rahmen des United States Antarctic Research Program Ende der 1960er und zu Beginn der 1970er Jahre Untersuchungen im Gebiet um den Inselbogen Scotia Arc in der Scotiasee unternommen hatten.